# Анаэробные организмы
Анаэробы (от греч. αν — отрицательная частица, греч. αέρ — «воздух» и греч. βιοζ — «жизнь») — организмы, получающие энергию при отсутствии доступа кислорода путём субстратного фосфорилирования, конечные продукты неполного окисления субстрата при этом могут быть окислены с получением большего количества энергии в виде АТФ.
Анаэробы — обширная группа организмов, как микро-, так и макроуровня:
- анаэробные микроорганизмы — обширная группа прокариотов и некоторые простейшие.
- макроорганизмы — грибы, водоросли, растения, фораминиферы и некоторые животные, такие как большинство гельминтов (сосальщики, ленточные черви, круглые черви (например, аскарида)), а также Henneguya salminicola из типа стрекающих.

Помимо этого, анаэробное окисление глюкозы играет важную роль в работе поперечно-полосатой мускулатуры животных и человека (особенно в состоянии тканевой гипоксии).
Термин «анаэробы» ввёл Луи Пастер, открывший в 1861 году бактерии маслянокислого брожения.
Анаэробное дыхание — совокупность биохимических реакций, протекающих в клетках живых организмов при использовании в качестве конечного акцептора электронов не кислорода, а других веществ (например, нитратов) и относится к процессам энергетического обмена (катаболизм, диссимиляция), которые характеризуются окислением углеводов, липидов и аминокислот до низкомолекулярных соединений.

## Степень аэробности среды
Для измерения потенциала среды М. Кларк предложил использовать величину pH20 — отрицательный логарифм парциального давления газообразного водорода. Диапазон [0-42,6] характеризует все степени насыщения водного раствора водородом и кислородом. Аэробы растут при более высоком потенциале [14-20], факультативные анаэробы [0-20], а облигатные — при наиболее низком [0-10].

## Классификация анаэробов
Согласно устоявшейся в микробиологии классификации, различают:
- Факультативные анаэробы
- Капнеистические анаэробы и микроаэрофилы
- Аэротолерантные анаэробы
- Умеренно-строгие анаэробы
- Облигатные анаэробы

Если организм способен переключаться с одного метаболического пути на другой (например, с анаэробного дыхания на аэробное и обратно), то его условно относят к факультативным анаэробам.
До 1991 года в микробиологии выделяли класс капнеистических анаэробов, требовавших пониженной концентрации кислорода и повышенной концентрации углекислоты (Бруцеллы бычьего типа — B. abortus).
Умеренно-строгий анаэробный организм выживает в среде с молекулярным O2, однако не размножается. Микроаэрофилы способны выживать и размножаться в среде с низким парциальным давлением O2.
Если организм не способен «переключиться» с анаэробного типа дыхания на аэробный, но не гибнет в присутствии молекулярного кислорода, то он относится к группе аэротолерантных анаэробов. Например, молочнокислые и многие маслянокислые бактерии.
Облигатные анаэробы в присутствии молекулярного кислорода O2 гибнут — например, представители рода бактерий и архей: Bacteroides, Fusobacterium, Butyrivibrio, Methanobacterium). Такие анаэробы постоянно живут в лишённой кислорода среде. К облигатным анаэробам относятся некоторые бактерии, дрожжи, жгутиковые и инфузории.

## Токсичность кислорода и его форм для анаэробных организмов
Среда с содержанием кислорода является агрессивной по отношению к органическим формам жизни. Это связано с образованием активных форм кислорода в процессе жизнедеятельности или под действием различных форм ионизирующего излучения, значительно более токсичных, чем молекулярный кислород O2. Фактор, определяющий жизнеспособность организма в среде кислорода — наличие у него функциональной антиоксидантной системы, способной к элиминации: супероксид-аниона(O2−), пероксида водорода(H2O2), синглетного кислорода(1O2), а также молекулярного кислорода (O2) из внутренней среды организма.
Наиболее часто подобная защита обеспечивается одним или несколькими ферментами:
- супероксиддисмутаза, элиминирующая супероксид-анион(O2−) без энергетической выгоды для организма
- каталаза, элиминирующая перекись водорода(H2O2) без энергетической выгоды для организма
- цитохром — фермент, отвечающий за перенос электронов от NAD•H к O2. Этот процесс обеспечивает существенную энергетическую выгоду организму.

Аэробные организмы содержат чаще всего три цитохрома, факультативные анаэробы — один или два, облигатные анаэробы не содержат цитохромов.
Анаэробные микроорганизмы могут активно воздействовать на среду
, создавая подходящий окислительно-восстановительный потенциал среды (например, Clostridium perfringens). Некоторые засеянные культуры анаэробных микроорганизмов, прежде чем начать размножаться, снижают pH20 с величины [20-25] до [1-5], ограждая себя восстановительным барьером, другие — аэротолерантные — в процессе жизнедеятельности продуцируют перекись водорода, повышая pH20.
Дополнительная антиоксидантная защита может обеспечиваться синтезом или накоплением низкомолекулярных антиоксидантов: витамина С, А, E, лимонной и других кислот.

## Получение энергии путём субстратного фосфорилирования. Брожение. Гниение
- Также анаэробные организмы могут получать энергию путём катаболизма аминокислот и их соединений (пептидов, белков). Такие процессы именуют гниением, а микрофлору в энергетическом обмене которой преобладают процессы катаболизма аминокислот называют гнилостной.
- Анаэробные микроорганизмы расщепляют гексозы (например, глюкозу) разными путями:
  - Гликолиз (Путь Эмдена-Мейергофа) после которого продукт подвергается брожению
  - окислительный пентозофосфатный путь (другие названия: Фосфогликонатный путь, иначе гексозомонофосфатный(ГКМ), иначе путь Варбурга — Диккенса — Хореккера)
  - Путь Энтнера — Дудорова (особенно значимый, когда субстратами служат глюконовая, маннановая, гексуроновые кислоты или их производные)

В качестве примера организма, сбраживающего сахара по пути Энтнера — Дудорова, можно привести облигатно анаэробную бактерию Zymomonas mobilis. Однако её изучение позволяет предполагать, что Z. mobilis — вторичный анаэроб, произошедший от цитохромсодержащих аэробов. Путь Энтнера — Дудорова обнаружен и у некоторых клостридиев, что ещё раз подчёркивает неоднородность эубактерий, объединённых в эту таксономическую группу.
При этом характерным только для анаэробов является гликолиз, который в зависимости от конечных продуктов реакции разделяют на несколько типов брожения:
- молочнокислое брожение — род Lactobacillus, Streptococcus, Bifidobacterium, а также некоторые ткани многоклеточных животных и человека.
- спиртовое брожение — сахаромицеты, кандида (организмы царства грибов)
- муравьинокислое — семейство энтеробактерий
- маслянокислое — некоторые виды клостридий
- пропионовокислое — пропионобактерии(например, Propionibacterium acnes)
- брожение с выделением молекулярного водорода — некоторые виды клостридий, ферментация Stickland
- метановое брожение — например, Methanobacterium

В результате расщепления глюкозы расходуется 2 молекулы, а синтезируется 4 молекулы АТФ. Таким образом общий выход АТФ составляет 2 молекулы АТФ и 2 молекулы НАД·Н2. Полученный в ходе реакции пируват утилизируется клеткой по-разному в зависимости от того, какому типу брожения она следует.

## Антагонизм брожения и гниения
В процессе эволюции сформировался и закрепился биологический антагонизм бродильной и гнилостной микрофлоры:
Расщепление микроорганизмами углеводов сопровождается значительным снижением pH среды, в то время как расщепление белков и аминокислот — повышением (защелачиванием). Приспособление каждого из организмов к определённой реакции среды играет важнейшую роль в природе и жизни человека, например, благодаря бродильным процессам предотвращается загнивание силоса, заквашенных овощей, молочных продуктов.

## Культивирование анаэробных организмов
Культивирование анаэробных организмов в основном является задачей микробиологии.
Сложнее дело обстоит с культивированием анаэробных многоклеточных организмов, поскольку для их культивирования часто необходима специфическая микрофлора, а также определённые концентрации метаболитов. Применяется, например, при исследовании паразитов человеческого организма.
Для культивирования анаэробов применяют особые методы, сущность которых заключается в удалении воздуха или замены его специализированной газовой смесью (или инертными газами) в герметизированных термостатах — анаэростатах.
Другим способом выращивания анаэробов(чаще всего микроорганизмов) на питательных средах — добавление редуцирующих веществ (глюкозу, муравьинокислый натрий, казеин, сульфат натрия, тиосульфат, цистеин, тиогликолят натрия и др.), связывающих токсичные для анаэробов перекисные соединения.

## Общие питательные среды для анаэробных организмов
Для общей среды Вильсона-Блера базой является агар-агар с добавлением глюкозы, сульфита натрия и двуххлористого железа. Клостридии образуют на этой среде колонии чёрного цвета за счёт восстановления сульфита до сульфид-аниона, который, соединяясь с катионами железа (II), даёт соль чёрного цвета. Как правило, чёрные на этой среде образования колонии появляются в глубине агарового столбика.
Среда Китта-Тароцци состоит из мясопептонного бульона, 0,5 % глюкозы и кусочков печени или мясного фарша для поглощения кислорода из среды. Перед посевом среду прогревают на кипящей водяной бане в течение 20—30 минут для удаления воздуха из среды. После посева питательную среду сразу заливают слоем парафина или вазелинового масла для изоляции от доступа кислорода.

## Общие методы культивирования для анаэробных организмов
GasPak — система химическим путём обеспечивает постоянство газовой смеси, приемлемой для роста большинства анаэробных микроорганизмов. В герметичном контейнере, в результате реакции воды с таблетками боргидрида натрия и бикарбоната натрия образуется водород и диоксид углерода. Водород затем реагирует с кислородом газовой смеси на палладиевом катализаторе с образованием воды, уже вторично вступающей в реакцию гидролиза боргидрида.
Данный метод был предложен Брюером и Олгаером в 1965 году. Разработчики представили одноразовый пакет, генерирующий водород, который был позднее усовершенствован ими до саше, генерирующих двуокись углерода и содержащих внутренний катализатор.
Метод Цейсслера применяется для выделения чистых культур спорообразующих анаэробов. Для этого производят посев на среду Китт-Тароцци, прогревают 20 мин при 80 °C (для уничтожения вегетативной формы), заливают среду вазелиновым маслом и инкубируют 24 ч в термостате. Затем производят посев на сахарно-кровяной агар для получения чистых культур. После 24-часового культивирования интересующие колонии изучаются — их пересеивают на среду Китт-Тароцци (с последующим контролем чистоты выделенной культуры).
Метод Фортнера — посевы производят на чашку Петри с утолщённым слоем среды, разделённым пополам узкой канавкой, вырезанной в агаре. Одну половину засевают культуру аэробных бактерий, на другую — анаэробных. Края чашки заливают парафином и инкубируют в термостате. Первоначально наблюдают рост аэробной микрофлоры, а затем (после поглощения кислорода) — рост аэробной резко прекращается и начинается рост анаэробной.
Метод Вейнберга используется для получения чистых культур облигатных анаэробов. Культуры, выращенные на среде Китта-Тароцци, переносят в сахарный бульон. Затем одноразовой пастеровской пипеткой материал переносят в узкие пробирки (трубки Виньяля) с сахарным мясо-пептонным агаром, погружая пипетку до дна пробирки. Засеянные пробирки быстро охлаждают, что позволяет фиксировать бактериальный материал в толще затвердевшего агара. Пробирки инкубируют в термостате, а затем изучают выросшие колонии. При обнаружении интересующей колонии на её месте делают распил, материал быстро отбирают и засеивают на среду Китта-Тароцци (с последующим контролем чистоты выделенной культуры).
Метод Перетца — в расплавленный и охлаждённый сахарный агар-агар вносят культуру бактерий и заливают под стекло, помещённое на пробковых палочках(или фрагментах спичек) в чашку Петри. Метод наименее надёжен из всех, но достаточно прост в применении.

## Дифференциально — диагностические питательные среды
- Среды Гисса («пёстрый ряд»)
- Среда Ресселя (Рассела)
- Среда Эндо
- Среда Плоскирева или бактоагар «Ж»
- Висмут-сульфитный агар

Среды Гисса: К 1 % пептонной воде добавляют 0,5 % раствор определённого углевода (глюкоза, лактоза, мальтоза, маннит, сахароза и др.) и кислотно-щелочной индикатор Андреде, разливают по пробиркам, в которые помещают поплавок для улавливания газообразных продуктов, образующихся при разложении углеводородов.
Среда Ресселя (Рассела) применяется для изучения биохимических свойств энтеробактерий(шигелл, сальмонелл). Содержит питательный агар-агар, лактозу, глюкозу и индикатор (бромтимоловый синий).
Цвет среды травянисто-зелёный. Обычно готовят в пробирках по 5 мл со скошенной поверхностью. Посев осуществляют уколом в глубину столбика и штрихом по скошенной поверхности.
Среда Эндо
Среда Плоскирева (бактоагар Ж) — дифференциально-диагностическая и селективная среда, поскольку подавляет рост многих микроорганизмов, и способствует росту патогенных бактерий (возбудителей брюшного тифа, паратифов, дизентерии). Лактозоотрицательные бактерии образуют на этой среде бесцветные колонии, а лактозоположительные — красные. В составе среды — агар, лактоза, бриллиантовый зелёный, соли жёлчных кислот, минеральные соли, индикатор (нейтральный красный).
Висмут-сульфитный агар предназначен для выделения сальмонелл в чистом виде из инфицированного материала. Содержит триптический гидролизат, глюкозу, факторы роста сальмонелл, бриллиантовый зелёный и агар. Дифференциальные свойства среды основаны на способности сальмонелл продуцировать сероводород, на их устойчивости к присутствию сульфида, бриллиантового зелёного и лимоннокислого висмута. Маркируются колонии в чёрный цвет сернистого висмута (методика схожа со средой Вильсона-Блера).

## Метаболизм анаэробных организмов
Метаболизм анаэробных организмов имеет несколько различных подгрупп:
- Организмы способные использовать анаэробное дыхание (другие окислители — серу, азот (см. Анаэробное дыхание), хлораты, перхлораты, хроматы и перманганаты[11]);
- Использующие циклическое фотосинтетическое фосфорилирование (лучевую энергию (чаще всего Солнца)) — фототрофные анаэробы (см. также Аноксигенный фотосинтез);
- Организмы, энергетический обмен которых опирается на катаболизм высокомолекулярных/высокоэнергетических соединений (например, гликолиз).

## Анаэробный энергетический обмен в тканяхчеловекаиживотных
Некоторые ткани животных и человека отличаются повышенной устойчивостью к гипоксии (особенно мышечная ткань).
В обычных условиях синтез АТФ идёт аэробным путём, а при напряжённой мышечной деятельности, когда доставка кислорода к мышцам затруднена, в состоянии гипоксии, а также при воспалительных реакциях в тканях доминируют анаэробные механизмы регенерации АТФ. В скелетных мышцах выявлены 3 вида анаэробных и только один аэробный путь регенерации АТФ.
К анаэробным относятся:
- Креатинфосфатазный (фосфогеный или алактатный) механизм — перефосфорилирование между креатинфосфатом и АДФ
- Миокиназный — синтез (иначе ресинтез) АТФ при реакции трансфосфорилирования 2 молекул АДФ (аденилатциклаза)
- Гликолитический — анаэробное расщепление глюкозы крови или запаса гликогена, заканчивающийся образованием молочной кислоты (иначе именуется «лактатным»).

Прямым следствием гликолиза является критическое снижение рН тканей — ацидоз. Это ведёт к снижению эффективного транспорта кислорода гемоглобином, и формирует положительную обратную связь.
Каждый механизм имеет своё время удержания максимальной мощности и оптимум энергообеспечения тканей.
Наибольшая мощность и наименьшее время удержания:
- креатинфосфаткиназный механизм (3600 Дж/(кг·мин), при времени 6—12 сек)
- лактатный (2510 Дж/(кг·мин), при времени 30—60 сек)
- аэробный (600 Дж/(кг·мин), при времени около 600 секунд).